# Fethi Nurin
Fethi Nurin –en árabe, فتحي نورين– (nacido el 14 de junio de 1991) es un deportista argelino que compite en judo. Ganó seis medallas en el Campeonato Africano de Judo entre los años 2014 y 2021.

## Palmarés internacional
| Campeonato Africano | Campeonato Africano         | Campeonato Africano | Campeonato Africano |
| Año                 | Lugar                       | Medalla             | Categoría           |
| ------------------- | --------------------------- | ------------------- | ------------------- |
| 2014                | Puerto Louis (Mauricio)     | Medalla de bronce   | –66 kg              |
| 2016                | Túnez (Túnez)               | Medalla de bronce   | –73 kg              |
| 2018                | Túnez (Túnez)               | Medalla de oro      | –73 kg              |
| 2019                | Ciudad del Cabo (Sudáfrica) | Medalla de oro      | –73 kg              |
| 2020                | Antananarivo (Madagascar)   | Medalla de bronce   | –73 kg              |
| 2021                | Dakar (Senegal)             | Medalla de oro      | –73 kg              |